# 斯蔕祕鱂
斯蔕祕鱂為輻鰭魚綱鯉齒目鯉齒亞目鯉齒鱂科的其中一種，被IUCN列為瀕危保育類動物，分布於非洲衣索匹亞Afdera湖流域，體長可達7.7公分，生活習性不明。

## 擴展閱讀
維基物種上的相關：斯蔕祕鱂